# Гамбургская (порода кур)
Гамбургская — мясо-яичная порода кур.
Порода выведена в начале XVII века путем скрещивания ланкаширских лунных (ланкаширские муни), йокширских фазановых и черных испанских кур.

## Описание
Оперение гамбургских кур, плотно прилегающее к телу, очень разнообразно: может быть черным, белым, серебристым, серебристо-пятнистым, серебристо-полосатым, золотисто-полосатым, голубым, куропатчатым, палевым. Наиболее распространены серебристо-пятнистые куры. Основной цвет серебристо-белый, на конце каждого пера черное пятнышко с изумрудным отливом.
В Германии и Нидерландах признано 11 различных цветовых вариантов, из них 6 включены в американский стандарт совершенства.
Тело стройное, вытянутое. Туловище приземистое и прямое. Длина ног средняя. Плюсны тонкие, средней длины. Грудь высоко поднята. Гребешок розоватого цвета. Клюв и пальцы ног голубоватого цвета. Цвет ушной мочки белый.
Цыплята этих кур растут быстро, хорошо откармливаются и не требуют особых условий содержания.
Материнский инстинкт и инстинкт насиживания у этих кур отсутствуют.

## Условия содержания
Для этой породы кур рекомендуется просторный вольер, плавно переходящий в птичник. Птице нужны жерди из досок. Куры любят тихий, теплый курятник. Он должен быть устроен так, чтобы птица могла в любой момент выйти в вольер.

Куры этой породы быстро адаптируются к различным изменениям и характеризуются чрезвычайной выносливостью, их успешно разводят и в регионах с суровыми климатическими условиями. Можно содержать их в больших хозяйствах, обустроенных выгулами.

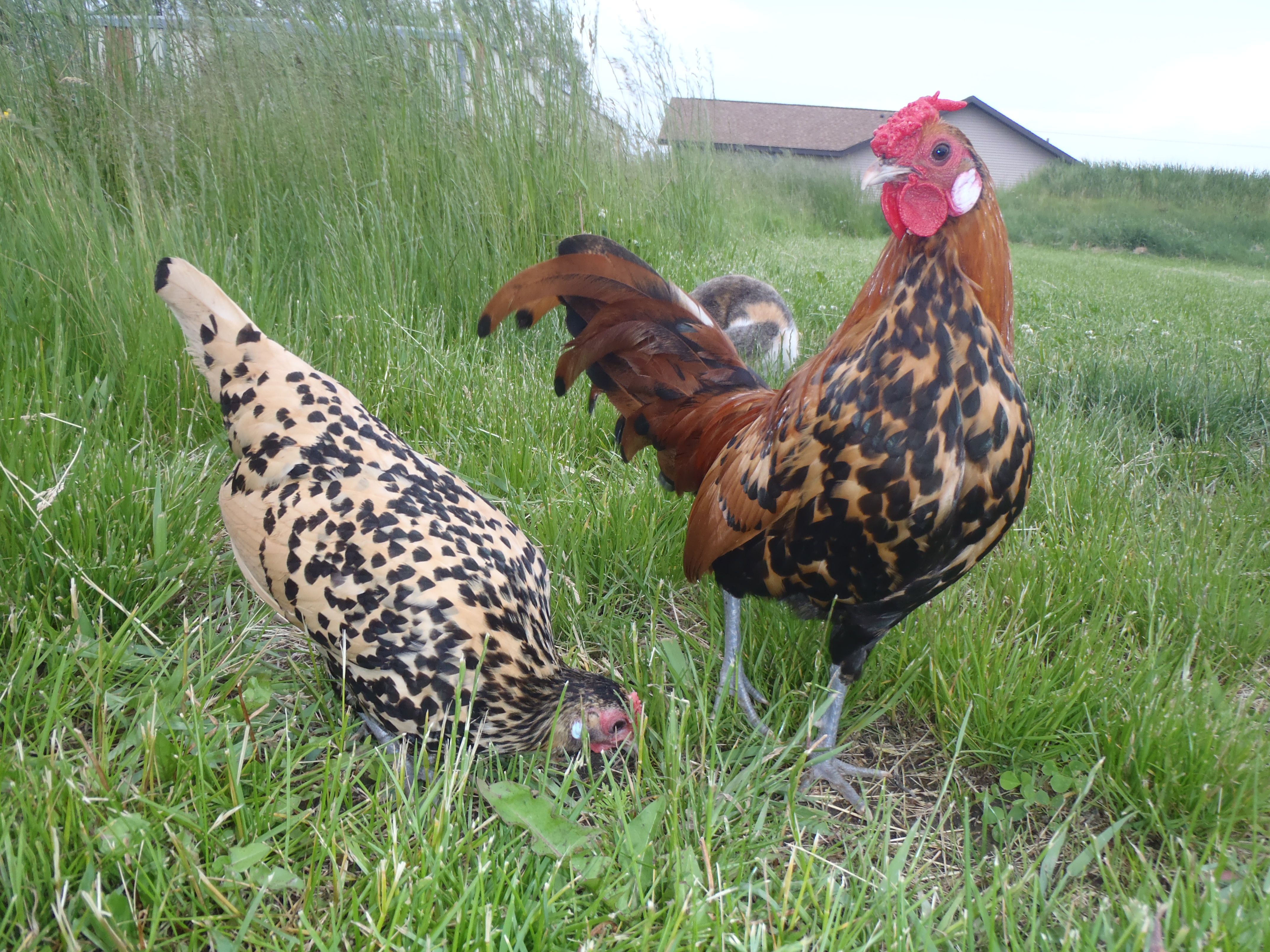

## Продуктивность
Масса петухов доходит до 2,0—2,5 кг, кур — до 1,5—2,0 кг.
Гамбургские куры откладывают по 150—250 яиц в год. Цвет скорлупы белый. Минимальная масса яиц у черных, белых, серебристо-крапчатых кур — 55 граммов, у других — 48 граммов.

## В культуре
- Лалия Фиппс Бун утверждала в 1949 году, что петух Шантеклер и курица Пертелоте в «Рассказе монастырского капеллана» в «Кентерберийских рассказах» (XIV в.) Джеффри Чосера являются гамбургскими курами[3].
- Упоминание в качестве ругательства в фильме Джентльмены удачи (Петух гамбургской!), сделало данное словосочетание широко расхожим.